# 아미카 뮤츄얼 파빌리온
아미카 뮤츄얼 파빌리온(Amica Mutual Pavilion)은 미국 로드아일랜드주 프로비던스에 위치한 실내 경기장이다. 과거 AHL 프로비던스 레즈/로드아일랜드 레즈의 홈경기장으로 사용했으며, 현재 AHL 프로비던스 브루인스의 홈경기장으로 사용되고 있다.